# Friedrich Brandstetter (Verleger)
Friedrich Brandstetter (* 18. Februar 1803 in Leipzig; † 30. Oktober 1877 ebenda) war ein deutscher Kaufmann und Verlagsbuchhändler.

## Wirken

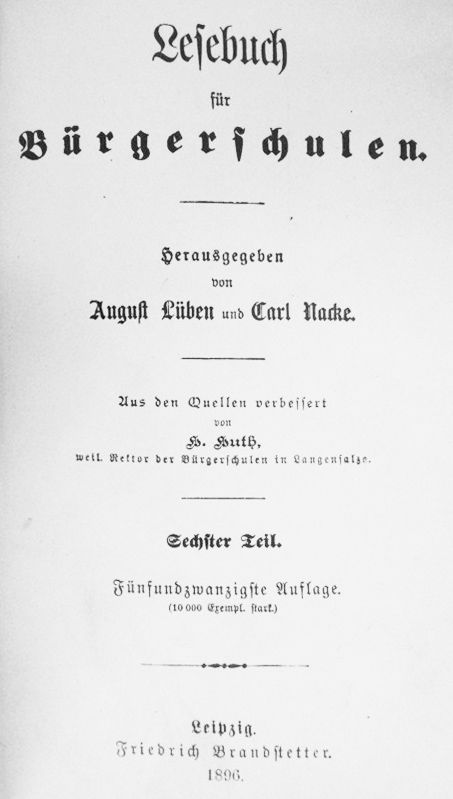
Titelseite eines Lesebuchs aus dem Verlag Brandstetter

Obwohl in der Sächsischen Biografie als Geburtsort Leipzig angegeben ist, wird im Artikel über seine Tochter Friedrich Brandstetters Zuwanderung aus Hof nach Leipzig um das Jahr 1820 angeführt. Hier fand er Arbeit bei der Firma für Leinwandfabrikation von Christian Gottlieb Schwägrichen, dem auch Schwägrichens Garten gehörte. Nachdem er 1828 das Leipziger Bürgerrecht erworben hatte, wurde er Prokurist bei Schwägrichen und später auch Teilhaber der Firma.
1844 trennte sich Brandstetter von Schwägrichen und eröffnete einen eigenen Leinenhandel. Gleichzeitig kaufte er den Verlag Wilhelm Einhorn, den er ab 1847 unter seinem Namen führte. Von 1850 bis 1857 kaufte er weitere drei Verlage. Ein wesentliches verlegerisches Betätigungsfeld war die Pädagogik, darunter die Schulbücher von August Lüben und Carl Nacke, die eine große und in Nachauflagen auch zeitlich lange Verbreitung fanden. Brandstetter begründete die pädagogischen Zeitschriften Der praktische Schulmann und Pädagogischer Jahresbericht, die bis ins 20. Jahrhunderts weitergeführt wurden. Brandstetter verlegte unter anderem auch Werke von Emil Adolf Roßmäßler (1806–1867), Franz von Kobell (1803–1882) und Karl Gude (1814–1898). Insgesamt wurden Friedrich Brandstetters Verlagswerke als „gediegen und geschmackvoll ausgestattet“ bezeichnet.

## Familie
Friedrich Brandstetter heiratete um etwa 1830 Christiane Henriette Emilie Degener (1809–1890), deren Vater seit 1827 Besitzer des Rittergutes in Rüben südlich von Leipzig war.  Das Eheparr hatte acht Kinder, fünf Töchter und drei Söhne, von denen sechs das Erwachsenenalter erreichten, unter ihnen Richard (1841–1922), der nach dem Tode des Vaters das Geschäft übernahm, Oscar (1846–1915), der ebenfalls Verleger wurde, und Johanna (1849–1906), die in der Frauenbildung aktiv war. Nach dem Tode seines Schwiegervaters wurde Friedrich Brandstetter Besitzer des Rittergutes Rüben.